# 白色陋屋
22°45′04″N 121°09′32″E / 22.751197°N 121.158867°E
白色陋屋（The White Plain House），或稱「小白屋」、「台版霍爾的移動城堡」、「臺東霍爾的移動城堡」，是位於臺灣臺東縣臺東市的民房，為一位退伍榮民拾荒所增建，以建築風格怪異聞名。

## 建築
此屋或稱「小白屋」、「台版霍爾的移動城堡」、「臺東霍爾的移動城堡」。原為國軍的班哨屋，以一根大樑為中心往上增建。被漆成白色的此建築共有4樓，1樓為客廳、起居室與廚、浴室，2樓為屋主所住、3樓種菜，卻完全沒有鋼梁。頂樓還有特殊隔間，藏了一間屋主為了兒子蓋的新娘房。雖無建照、使用執照，因為《建築法》實施之前的既有房屋，屬合法建築。
房間高度、上下通道僅適合瘦小痀僂的人行走。屋內、道路錯綜複雜，上下樓層的樓梯不只一處。屋主李文昌曾帶著遊客入屋走不同樓梯，然後就鑽進地道離房，留下目瞪口呆的遊客回到大門，屋主再從廚房方向冒出歡送遊客。有遊客說：「就算門打開後可以通往異次元我都不意外。」
看法雖然不一樣，但大多認為屋主能花了超過40年時間獨立建成，十分了得。有的認為此屋像「補丁」、有人覺得「很有後現代美學」、還有人視作「對抗財團的重要指標」、也有部分居民主張：「長得很怪，賣給財團才會有進步的樣子。」
當旁邊的農會建築被重機打掉，負責照顧李文昌的台東榮民服務處總幹事郭茂曾擔心白屋可能震垮，不過事後此屋連裂痕都沒有。曾遭尼伯特颱風的17級陣風吹毀，屋外木板多處飛落，2樓以上受損嚴重。
原屋主過世後，下一代則未住臺東，任由逐漸毀壞，形同廢墟。

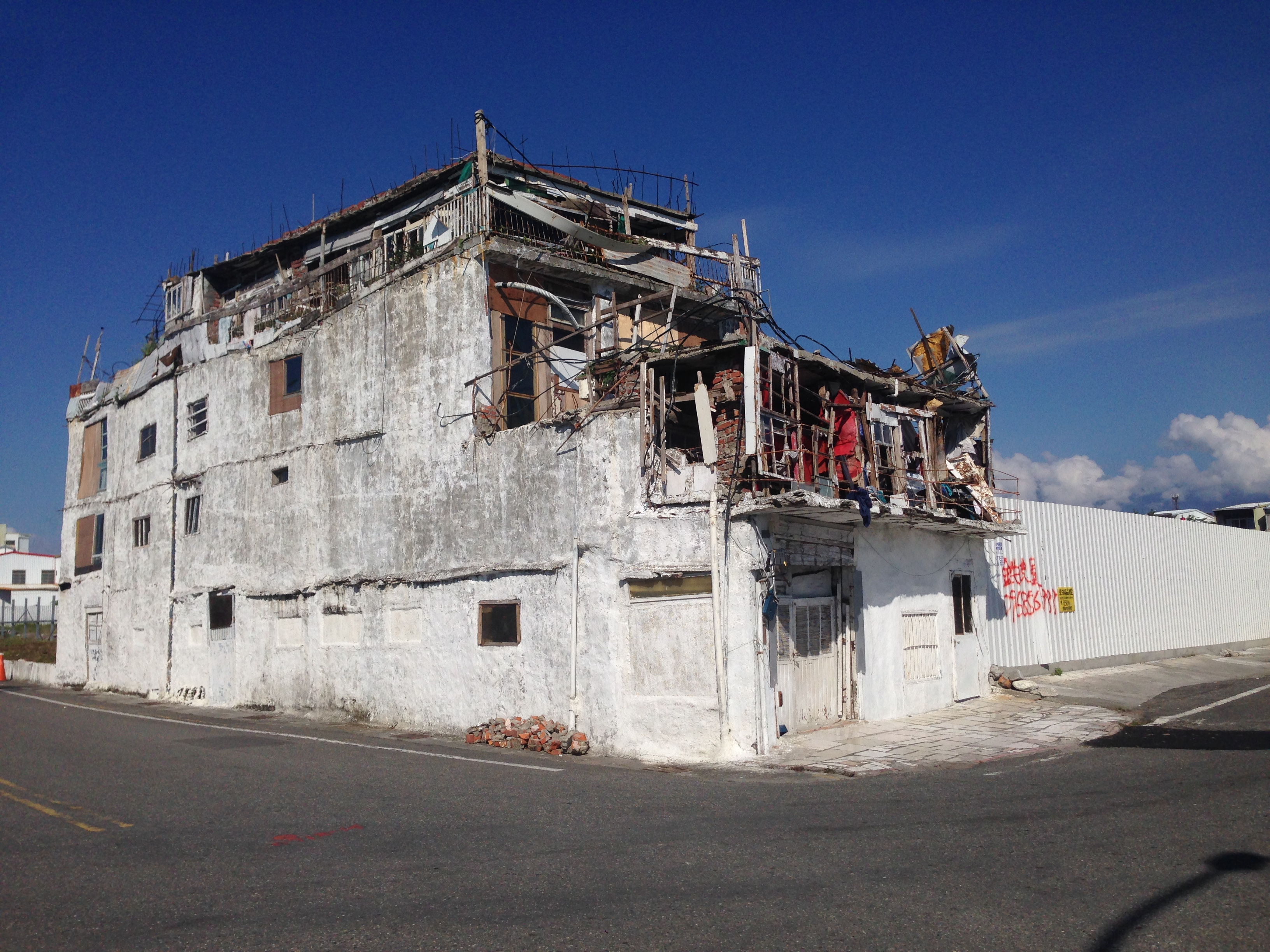
受颱風尼伯特損傷的白色陋屋。

## 屋主
出生於1928年的屋主李文昌，從廣西隨國軍部隊先至台南，後落至台東，擔任過工兵、小號手、海防，娶台東當地人為妻，育有六名子女。
李文昌從1966年起在今台東市中正路一號的台東海岸開始建設他的「家」，邊當兵邊蓋房子，從原先小木屋變成磚造房。約1970年代因哨所廢除，以海防班哨士官長退伍的他商請相關單位，將哨所配為住屋，後來以拾荒方式用附近的廢建材增蓋，拼起4樓高的現狀。
2015年的中央社採訪，住在對面、嫁到此已經二十年的賣菜婦女表示，見到屋主以資源回收作建材，每日都在蓋屋。李文昌一位兒子在高雄擔任建築師，設計許多建案，曾擔心屋子的安危要父親到高雄養老，但李文昌堅持住在此。約2015年左右，附近台東縣農會舊飼料廠土地賣給王任生蓋飯店時，白色陋屋因周遭房屋皆被拆而更加凸顯，本來稍具知名度更加熱門，成為觀光景點。
李文昌重聽加上不喜與外界接觸，但依然會熱情歡迎記者和民眾入屋參觀。鄰居透露曾有開價500萬元將此房子賣給財團，李文昌表示想把房子留給子女而不願賣。
屋主曾邀請《天下雜誌》記者進屋參觀，並以濃濃的鄉音講解如何讓磚頭彼此受力支撐、如何一層一層往上蓋，但自認房子蓋得馬馬虎虎。帶記者參觀的屋主，一上頂樓就跪下來拜天地，表示人要敬天愛人，接下來蹲著畫出他房子是如何設計、如何與天地共處。
2017年1月7日，李文昌未同住的女兒接到台東縣榮民服務處人員說多日未見屋主身影，便返家察看，在此屋一樓後方如類似地下室處發現其父親遺體。判斷是天氣多變導致急病，享壽89歲。